# Euscelidia lata
Euscelidia lata là một loài ruồi trong họ Asilidae. Euscelidia lata được Dikow miêu tả năm 2003. Loài này phân bố ở vùng nhiệt đới châu Phi.